# Rolf Hoppe
Rolf Hoppe (Ellrich, 6 dicembre 1930 – Dresda, 14 novembre 2018) è stato un attore tedesco.

## Biografia
Il padre Hermann era un rinomato mastro panettiere, proprietario della Schwarz-Weiss & Feinbäckerei August Hoppe, attiva fin dal 1829. Finite le scuole elementari, tra il 1945 e il 1948 lavorò oltre che come panettiere, anche come cocchiere, e durante la guerra, lavorò anche per l'esercito americano come rastrellatore per il Campo di concentramento di Mittelbau-Dora. Nel biennio 1946-47 lavorò come attore e aiuto regista per il teatro amatoriale Ellrich, e dopo gli studi di recitazione al Conservatorio di Stato di Erfurt dal 1949 al 1951 è stato ingaggiato al Teatro Comunale di Erfurt nella stagione 1950/51. Nel 1952, abbandona temporaneamente la recitazione per un'infiammazione alle corde vocali e lavora come guardiano degli animali al Circo Eros, per poi riprendere attivamente la carriera attoriale.
Noto in patria, in Italia viene ricordato per il ruolo del professor Ottavio Ramonte, capo della loggia massonica Extrema Thule Nostra Salus e socio di Tano Cariddi ne La piovra 7 - Indagine sulla morte del commissario Cattani. Riprese tale ruolo anche ne La piovra 10.

## Filmografia

### Cinema
- Jetzt und in der Stunde meines Todes, regia di Konrad Petzold (1963)
- Solange Leben in mir ist, regia di Günter Reisch (1965)
- La vendetta dei guerrieri rossi  (Spur des Falken), regia di Gottfried Kolditz (1968)
- Tři oříšky pro Popelku (Drei Haselnüsse für Aschenbrödel)
- Ulzana, regia di Gottfried Kolditz (1974)
- Mephisto, regia di István Szabó (1981)
- Sinfonia di primavera (Frühlingssinfonie), regia di Peter Schamoni (1983)
- Strauss, re senza corona (Johann Strauss - Der König ohne Krone), regia di Franz Antel (1987)
- Schtonk!, regia di Helmut Dietl (1992)

### Televisione
- La piovra 7 - Indagine sulla morte del commissario Cattani (1995)
- La piovra 10 (2001)